# Климашко, Владимир Васильевич
Владимир Васильевич Климашко (1933—1990) — советский учёный, конструктор в области создания и внедрения мощных пневматических машин ударного действия. Заслуженный изобретатель РСФСР (1980 г.).
В 1958—1988 гг. старший инженер, младший научный сотрудник, старший научный сотрудник Института горного дела СО АН СССР.
При его участии создано пять типоразмеров пневмопробойников. Соавтор 19 авторских свидетельств и патентов, внедрённых в производство.
Кандидат технических наук (1976). Заслуженный изобретатель РСФСР (1980).
Награждён золотой и двумя бронзовыми медалями ВДНХ, почетными грамотами Президиума СО АН СССР.

## Публикации
- Климашко В. В. К определению хода ударника пневматической машины на участках наполнения и опоражнивания рабочей камеры Текст. / В. В. Климашко, Б. Н. Смоляницкий, X. Б. Ткач // ФТПРПИ. 1976. — № 6. — С. 54-59.
- Климашко В. В. Зависимость к.п.д. цикла пневмопробойника от факторов, определяемых воздухораспределительной системой Текст. / В. В. Климашко // Горные машины: сб. науч. тр. / ИГД СО АН СССР. Новосибирск, 1980. — С. 73—80.
- Пневмопробойники / К. С. Гурков, В. В. Климашко, А. Д. Костылев и др. — Новосибирск, 1990. — 218 с.
- Климашко В. В., Гилета В. П., Смоляницкий Б. Н. Пути повышения энергии удара машин для забивания труб при бестраншейной прокладке подземных коммуникаций // Механика горных пород. Горное и строительное машиноведение. Технология горных работ: сб. науч. тр. / ИГД СО АН СССР. — Новосибирск, 1993.